# Most Osmana Gaziho
Most Osmana Gaziho (turecky Osman Gazi Köprüsü, anglicky The Osman Gazi Bridge, dříve The Izmit Bay Bridge) je most přes východní cíp Marmarského moře u města İzmit v Turecku. Jedná se o čtvrtý nejdelší visutý most na světě. Pro dopravu byl otevřen 30. června 2016.
Při slavnostním ceremoniálu dne 21. dubna 2016 obdržel most své oficiální jméno na počest Osmana I. Gaziho (1258–1326), zakladatele Osmanské dynastie a Osmanské říše.

## Základní informace
Visutý most převádí novou dálnici Gebze-Orhangazi-Izmir přes Izmitský záliv v Marmarském moři v na severozápadě Turecka. Realizace nové dálnice Gebze-Orhangazi-Izmir byla zadána v září 2010 státním úřadem Turkish State General Directorate of Highways společnosti “OTOYOL YATIRIM ve İŞLETME A.Ş.”, která je tvořena společnostmi Nurol, Ozaltin, Makyol, Astaldi a Gocay, v režimu projektu Build-Operate-Transfer (BOT). Joint Venture NOMAYG bylo vytvořeno stejnými pěti společnostmi jako OTOYOL v režimu EPC za účelem výstavby 420 km dlouhé trasy silnice včetně visutého mostu v Izmitském zálivu. Veřejná zakázka na stavbu mostu byla vypsána v roce 2010.
Fugro provedlo geotechnický průzkum v listopadu 2010 až dubnu 2011 na základě smlouvy s OTOYOL AS. Cílem průzkumu bylo stanovení místních rizik selhání, geologie a podmínek v místě základů a budoucího staveniště mostu. V červenci 2011 byla uzavřena smlouva se sdružením IHI Infrastructure System a Itochu jako zhotoviteli v režimu EPC. Projektová dokumentace byla zhotovena společností COWI, IHI-ITOCHU působila jako dozor a HALCROW bylo zadáno nezávislé ověření projektu.

Visutý most Osmana Gaziho je spojitý most se třemi poli. Hlavní pole má délku 1 550 metrů a společně se dvěma přístupovými poli je v době svého dokončení v roce 2016 čtvrtým nejdelším visutým mostem na světě.

## Výstavba

### Založení pylonů
Pro založení pylonů byly v suchém doku v hloubce -7,8 m částečně sestaveny dva kesony.
Než se dokončily kesony, byl v místě základů vybagrován prostor o rozloze 87 x 74 m, s hloubkou až pět metrů. Pro zlepšení základové půdy bylo pod vodou pomocí hydraulického beranidla do podloží vetknuto cca 195 pilotů o průměru 2 metry a s délkou až 35 m. Roznášecí štěrkové lože bylo vytvořeno pomocí betonářské roury osazené na člunu s plovoucím jeřábem a povrch štěrku byl vyrovnán speciálně vyrobeným hydromechanickým vyrovnávacím zařízením.

### Ocelové pylony
252 metrů vysoké pylony ve tvaru H jsou tvořeny plnostěnnou konstrukcí, vyrobenou z oceli s ohledem na vysokou odolnost na seismicitu a požadavky na krátký čas výstavby. Pro stojky i příčle jsou použity uzavřené komorové průřezy. Od založení po sedla kabelů jsou pylony tvořeny jednokomorovým průřezem. Příčle spojující stojky pylonů mají délku 30,1 m v horní části a 36,2 m v dolní části. Stojky pylonů mají příčný rozměr 7 × 8 m ve výšce +10,075 m a 7 × 7 m ve výšce +245,500 m. Každá stojka pylonu je s ohledem na nosnost jeřábu rozdělena na 22 segmentů. Segmenty č. 1–11 a spodní příčel byly instalovány pomocí plovoucích jeřábů, segmenty č. 12–22 a horní příčel byly osazeny pomocí samošplhacího jeřábu osazeného na podpůrné konstrukci připevněné ke spodní příčli.

### Instalace lan
Hlavní visuté lano je tvořeno 110 předem vyrobenými rovnoběžnými pramenci (PPWS). V hlavním poli je každý pramenec spleten ze 127 drátů o průměru 5,91 mm s pevností 1 760 MPa. Dva totožné pramence jsou navíc přidány v krajních polích.
Pro zavěšení hlavního visutého lana byla zhotovena lávka (catwalk), vybavená systémem pro navíjení lana.
PPWS byly tímto systémem navíjeny, následně připevněny k předpínacímu zařízení v každém sedle pylonu, připojeny k příčným deskám v místě jejich ukotvení a rektifikovány pro dosažení navrhované délky a průhybu.
Po dokončení montáže pramenců PPWS byly visuté kabely uspořádány do požadovaného kruhového tvaru se specifikovaným stupněm mezerovitosti. Uspořádání bylo provedeno nejprve jednoduchým nástrojem, posléze zpevňovacím strojem. Následně byly upevněny svorky na lanech a závěsy pomocí speciálního zařízení, které pojíždí po visutém laně.

### Mostovka
Zavěšená mostovka, tvořená aerodynamickým ortotropním komorovým nosníkem s 2,8 m širokou inspekční lávkou na obou stranách, je 30,1 m široká a 4,75 m vysoká. Spojitá zavěšená mostovka celkové délky 2 682 m je podepřena příčně v místě pylonů a na svém konci. Svisle je podepřena lany a na krajních opěrách.
Práce pokračovaly svařováním mostovky, izolací a pokládáním asfaltového povrchu a elektrickými instalacemi. Most byl otevřen pro dopravu 30. června 2016.

## Slavnostní ceremoniál
21. dubna 2016 byl vyzdvižen a připevněn poslední segment mostovky s následným slavnostním ceremoniálem za účasti tureckého prezidenta Recepa Tayyipa Erdoğana a tehdejšího ministerského předsedy Ahmeta Davutoğlu. Tito dva politici pak jako první přejeli přes most, řidičem automobilu byl Erdoğan. V rámci ceremoniálu oznámil Erdoğan, že se most bude jmenovat podle tureckého vůdce Osmana I. Gaziho.

## Rychlostní rekord
Čtyřnásobný mistr světa supersportů Kenan Sofuoğlu z Turecka dosáhl v ranních hodinách 30. června 2016 před oficiálním otevřením mostu pro dopravu rychlostního světového rekordu na motocyklu. Překonal vzdálenost 1,5 km za pouhých 26 sekund a dosáhl na svém motocyklu typu Kawasaki H2R maximální rychlosti 400 km/h, což je podle výrobce vůbec nejvyšší možná rychlost.